# NGC 751
NGC 751 is een elliptisch sterrenstelsel in het sterrenbeeld Driehoek. Het hemelobject werd op 11 oktober 1850 ontdekt door de Ierse astronoom William Parsons.

## Synoniemen
- PGC 7370
- UGC 1431
- KCPG 46B
- MCG 5-5-35
- KUG 0154+329
- ZWG 503.62
- 6ZW 123
- Arp 166
- VV 189